# Lydia Thompson

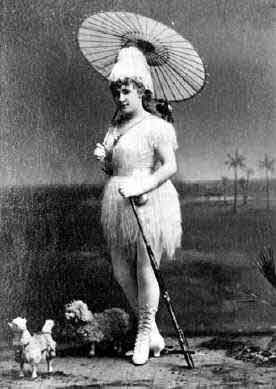
Lydia Thompson, ca. 1870

Lydia Eliza Thompson (* 19. Februar 1838 in London; † 17. November 1908 ebenda) war eine britische Tänzerin und bereits zu Lebzeiten eine „Theater-Legende“.

## Leben
Thompson war die zweite und jüngste Tochter des Schankwirts Philip Thompson und dessen Ehefrau Eliza Cooper. Sie hatte eine ältere Schwester und einen jüngeren Bruder, der Alfred genannt wurde. 1842, als sie vier Jahre alt war, starb ihr Vater und ihre Mutter heiratete bereits kurz darauf den Schankwirt Edward Hodges, der in der Canonbury Tavern in London arbeitete. Mit etwa zehn Jahren wurde Lydia zu Tanzkursen geschickt. 1852, mit vierzehn Jahren, arbeitete sie bereits als Revuetänzerin im „Her Majesty's Theatre“.
Erste öffentliche Auftritte folgten mit der Kindertanzgruppe „Living Marionettes“, die in der Linwood Gallery auftraten. Ihr erster größerer Auftritt, mit dem sie Aufmerksamkeit erregte, war die Rolle des „Little Silverhair“ in der Pantomime „Harlekin“, die im Haymarket Theatre 1853 zur Weihnachtszeit aufgeführt wurde. 1854 tanzte sie bereits als Solistin im Haymarket Theatre in der Show „Voyage Around The Globe“. Es folgte eine Saison am St. James Theatre, in der sie bereits in einer Burlesque-Show auftrat, für die sie später berühmt werden sollte. An diesem Theater tanzte sie die Rolle „The Slave of Love“ und in Thomas Selbys „The Spanish Dancer“. In letztgenanntem Stück wurde sie für ihre Parodie auf die exzentrische spanische Tänzerin Perea Nina bekannt. In der Szene, die sie bekannt machte, zeigte sie einen parodierten Geschlechtsakt, der auf Perea Nina abzielte.
1855 folgte eine dreijährige Tournee durch Europa. Lydia Thompsons Tänzen eilte der Ruf voraus, sie zeige Talent, gemischt mit Sinnlichkeit und Sexappeal. Stationen ihrer Reise waren u. a. Berlin, Wien, Moskau, Sankt Petersburg, Kopenhagen und Stockholm. Dabei trat sie unter anderem im angesehenen Stadttheater Königsberg auf; dabei im November 1857 mit einer Abschiedsvorstellung. Zurück in England bekam sie sofort ein Engagement als Erste Tänzerin am Drury Lane Theatre in London. 1860 trat sie im Lyceum in London auf. Ihre Spezialität waren orientalische Burlesque-Themen wie Ali Baba und die vierzig Räuber und ihr berühmter „Sailor's Hornpipe“-Tanz. 1861 folgten Engagements in den Burlesque-Shows „Woman or Love“, „Against the World“, „The Fetches“ und „Little Red Riding Hood“.
1863 heiratete Lydia Thompson John Christian Tilbury und pausierte wegen ihrer Schwangerschaft. In diesem Jahr wurde auch ihre Tochter Agnes Lydia Tilbury geboren, die später unter dem Künstlernamen Zeffie Tilbury als Film- und Theaterschauspielerin erfolgreich war. Bereits fünfzehn Monate nach ihrer Hochzeit starb ihr Mann durch einen Kutschenunfall. Zu dieser Zeit trat Lydia Thompson bereits wieder im „The Alabama“ auf. Es folgten mehrere Engagements, vor allem in Burlesque-Shows in ganz England. 1868, nach ihrem erfolgreichen Engagement in der Show „The Field of the Cloth of Gold“ im Strand Theatre, kündigte sie das Engagement vor der offiziellen Beendigung und reiste drei Tage später in die USA ab. Ihr Manager Alexander Henderson, mit dem sie zu dieser Zeit wahrscheinlich schon verheiratet war (es gab keine Heiratsurkunde und sie wurde als „Lydia Tilbury“ begraben) und eine Gruppe englischer Burlesque-Schauspieler und -Komiker begleitete sie. Ihre Ankunft in Amerika wurde durch die Presse bereits angekündigt und so wurde ihr erster Auftritt in der Show „Ixion“ am 28. September 1868 in New York ein durchschlagender Erfolg.
Mit ihrer außergewöhnlichen Sinnlichkeit und ihren sexuell überbetonten Darbietungen, die niemals vulgären Charakter hatten, wurde aus dem ursprünglich sechsmonatigen Engagement ein Aufenthalt, der sechs Jahre dauern sollte. Sprichwörtlich über Nacht wurde Lydia Thompson zur „Königin der Burlesque“. Mit ihrer Truppe, den „British Blondes“, tourte sie durch Amerika und führte u. a. die Shows „Ixion“, „The Forty Thieves“, „Aladdin“, „Robin Hood“, „Kenilworth“, „Mephisto“, „Sindbad“, „Robinson Cruso“, „Ivanhoe“ und „La Princesses de Trébizonde“ auf.
Auch wenn das Markenzeichen der „British Blondes“ vor allem hautenge Schlauchkleider und Strümpfe waren und den Tänzerinnen wenig Talent nachgesagt wurden, machten einige dieser Damen später durchaus achtbare Karrieren, wie z. B. Pauline Markham, Rose Coghlan, Alice Altherton, Camille Dubois, Carlotta Zerbini, Eliza Weathersby und Alice Burville. Bekannte männliche Mitglieder der Lydia Thompson Company waren u. a. Willie Edouin und Lionel Brough. Die Popularität der Lydia Thompson Company konnte auch ein hetzerischer Artikel der Chicago Times nicht stoppen. In diesem Artikel wurde über die fehlende Keuschheit der Company-Mitglieder berichtet und das Gerücht verbreitet Lydia Thompson hätte lesbische Affären.
Da es damals verboten war nackte Haut auf der Bühne zu zeigen (selbst die Arme der Tänzerinnen hatten zu einem bestimmten Teil bedeckt zu sein) sorgten die hautengen Strumpfhosen der Tänzerinnen für Aufsehen, da man das weibliche Bein sehen konnte. Auch gab es bestimmte Rocklängen, die nicht unterschritten werden durften. Daher traten die Tänzerinnen in dicht gewebten Strumpfhosen auf, die es ihnen erlaubten Bein zu zeigen, ohne nackte Haut zeigen zu müssen, was zum Ende des 19. Jahrhunderts trotz der Blickdichte der Strümpfe für moralische Entrüstung und großes Aufsehen sorgte.
1874 kehrte Lydia Thompson mit den „British Blondes“ nach England zurück und führte in ganz England ihre bekannten Burlesque-Shows auf, die immer wieder von kurzen Besuchen in Amerika unterbrochen wurden. In Amerika blieb sie, trotz ihrer Rückkehr nach Europa, eine aktuelle Größe und Persönlichkeit der Bühne.
Ihr erster Karriereknick war 1887, in der Aufführung von Alfred Celliers komischer Oper „The Sultan of Mocha“. Ihre Stimme klang brüchig und auch in der Vaudeville-Operette „Babette“, konnte sie keine Erfolge für sich verbuchen. Engagements kamen nun seltener für die inzwischen fast Fünfzigjährige. 1904 trat Lydia Thompson das letzte Mal öffentlich auf einer Bühne auf.
Obwohl sie in ihrer Heimat England nur eine von vielen Burlesque-Schauspielerinnen war, wird Lydia Thompson in Amerika nach wie vor gehuldigt. Sie war die erste Frau, die mit einer Mischung aus Humor, Komödie und Girlie-Show der Burlesque-Show zu Bekanntheit und Erfolg verhalf. Lydia Thompson starb als Lydia Tilbury 1908 in London.